# Liste der Biografien/Esc
Liste der Biografien |
Portal Biografien |
Personensuche
# |
A |
B |
C |
D |
E |
F |
G |
H |
I |
J |
K |
L |
M |
N |
O |
P |
Q |
R |
S |
T |
U |
V |
W |
X |
Y |
Z |
?
 
Ea |
Eb |
Ec |
Ed |
Ee |
Ef |
Eg |
Eh |
Ei |
Ej |
Ek |
El |
Em |
En |
Eo |
Ep |
Eq |
Er |
Es |
Et |
Eu |
Ev |
Ew |
Ex |
Ey |
Ez
 
Esa |
Esb |
Esc |
Esd |
Ese |
Esf |
Esg |
Esh |
Esi |
Esk |
Esl |
Esm |
Esn |
Eso |
Esp |
Esq |
Esr |
Ess |
Est |
Esu |
Esw |
Esz
Die Liste der Biografien führt alle Personen auf, die in der deutschsprachigen Wikipedia einen Artikel haben. Dieses ist eine Teilliste mit 489 Einträgen von Personen, deren Namen mit den Buchstaben „Esc“ beginnt.

## Esc

### Esca
- Escacena, Sandra (* 2001), spanische SchauspielerinSandra Escacena (* 2001)

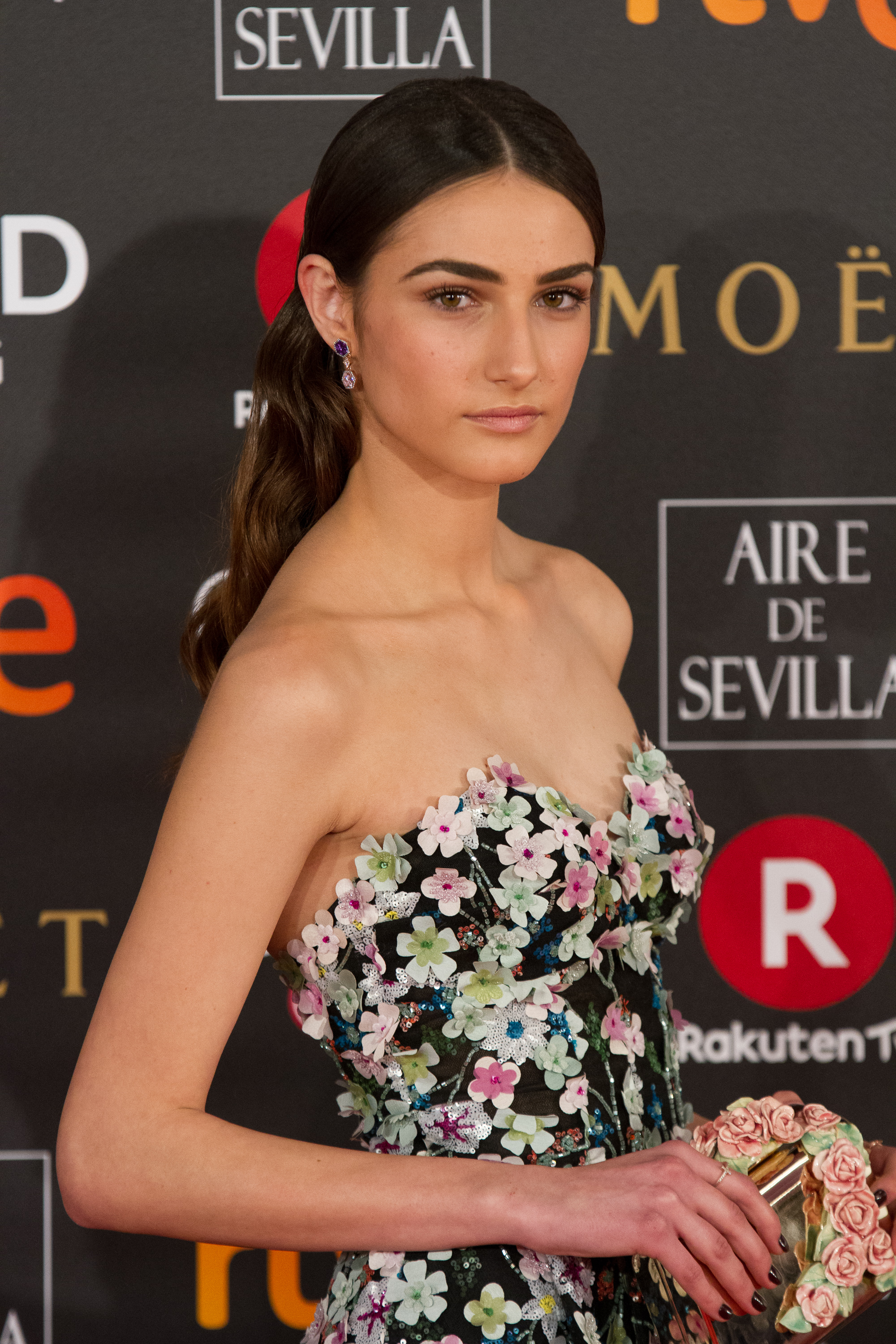
Sandra Escacena (* 2001)

- Escaf, Agmeth (* 1973), kolumbianischer Schauspieler, Fernsehmoderator und Politiker, Abgeordneter
- Escaich, Thierry (* 1965), französischer Organist und Komponist
- Escala, Pato, chilenischer Filmproduzent
- Escalada, Guillermo (1936–2023), uruguayischer Fußballspieler
- Escalante Fontaneda, Hernando de (* 1536), spanischer Schriftsteller
- Escalante Gutiérrez, Carmen, peruanische Anthropologin, Übersetzerin und Autorin
- Escalante Molina, Francisco (* 1965), venezolanischer Geistlicher, römisch-katholischer Erzbischof und Diplomat des Heiligen Stuhls
- Escalante Plancarte, Francisco Javier (1887–1972), mexikanischer Astronom
- Escalante Ramírez, Heliodoro (1895–1970), mexikanischer Botschafter
- Escalante, Amat (* 1979), mexikanischer Filmregisseur, Produzent und Drehbuchautor
- Escalante, Bernardino de (* 1535), spanischer Militärtheoretiker, Militär- und Reiseschriftsteller
- Escalante, Dionicio (* 1990), mexikanischer Fußballspieler
- Escalante, Gonzalo (* 1993), argentinischer Fußballspieler
- Escalante, Jaime (1930–2010), US-amerikanischer Lehrer bolivianischer Abstammung
- Escalante, Juan Antonio (1633–1669), spanischer Barockmaler
- Escalante, Juan de († 1519), spanischer Konquistador
- Escalante, Rodolfo (1911–2003), uruguayischer Ornithologe
- Escalante, Ruben (* 1979), salvadorianischer Diplomat
- Escalante, Wenceslao (1852–1912), argentinischer Minister und Professor der Rechtswissenschaften
- Escaler, Federico O. (1922–2015), philippinischer Geistlicher, Prälat von Ipil
- Escaler, Narcisa (* 1944), philippinische Diplomatin, Managerin und Unternehmerin
- Escalera, Alfredo (* 1952), puerto-ricanischer Boxer im Superfedergewicht
- Escalera, Isabella Maria (* 2003), spanische Radsportlerin
- Escalera, Mario († 2017), US-amerikanischer Jazzmusiker und Musikpädagoge
- Escalera, Víctor (* 1967), mexikanischer Fußballspieler
- Escales, Ernst Richard (1863–1924), deutscher Chemiker und Herausgeber von Fachzeitschriften
- Escalettes, Jean-Pierre (* 1935), französischer Fußballfunktionär
- Escallier, Éléonore (1827–1888), französische Malerin und Porzellanmalerin
- Escalón, Pedro José (1847–1923), Präsident von El Salvador
- Escalona, Alejandro (* 1979), chilenischer Fußballspieler
- Escalona, Jesús (* 1953), venezolanischer Radrennfahrer
- Escalona, Miguel (* 1990), chilenischer Fußballspieler
- Escalona, Sibylle Korsch (1915–1996), deutschamerikanische Psychologin
- Escamilla Márquez, Fernando (1939–2007), mexikanischer Botschafter
- Escamilla, Ana (* 1998), spanische Volleyballspielerin
- Escamilla, Itzan (* 1997), spanischer Schauspieler
- Escamilla, Teodoro (1940–1997), spanischer Kameramann
- Escandón Garmendia, Manuel (1807–1862), mexikanischer Unternehmer
- Escandón, José de († 1770), Gründer und Gouverneur von Nuevo Santander
- Escandón, Manuel (* 1991), mexikanischer Eishockeyspieler
- Escandón, Manuel de († 1800), Gouverneur von Nuevo Santander
- Escandón, María Amparo (* 1957), US-amerikanische Autorin, Drehbuchautorin und Filmproduzentin
- Escandón, Ricardo (* 1927), mexikanischer Fußballspieler
- Escané, Doriane (* 1999), französische Skirennläuferin
- Escapa Aparicio, Amancio (1938–2017), spanischer Ordensgeistlicher, Weihbischof in Santo Domingo
- Escaré, Morgan (* 1991), französischer Rugby-League-Spieler
- Escarpeta, Arlen (* 1981), belizischer Schauspieler
- Escarra, Jean (1885–1955), französischer Jurist und Hochschullehrer
- Escars du Peyrusse, Johann Franz d’ (1747–1822), preußischer Generalmajor, französischer Generalleutnant, Oberhofmarschall des französischen Königs Ludwig XVIII.
- Escartín, Fernando (* 1968), spanischer RadsportlerFernando Escartín (* 1968)

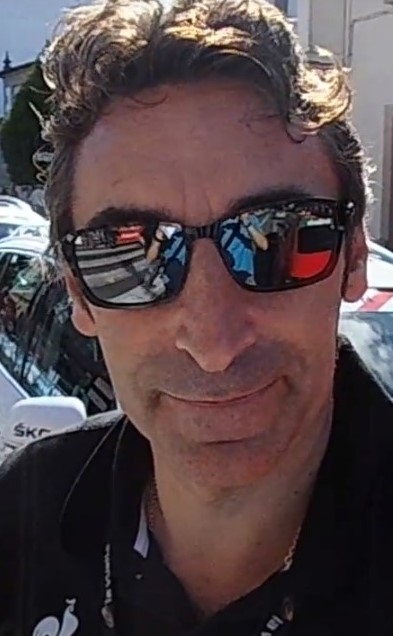
Fernando Escartín (* 1968)

- Escartín, Ismael (* 2003), spanischer Eishockeyspieler
- Escartín, Nicolás (* 1980), spanischer Badmintonspieler
- Escauriza, Lara (* 1998), paraguayische Tennisspielerin

### Esch
- Esch, Albert (1883–1954), österreichischer Gartengestalter
- Esch, Arno (1911–1995), deutscher Amerikanist
- Esch, Arno (1928–1951), deutscher Politiker (LDP), Opfer des Stalinismus, Widerstandskämpfer gegen die SED-Diktatur
- Esch, Arnold (* 1936), deutscher Historiker und Hochschullehrer
- Esch, Björn von der (1930–2010), schwedischer Politiker (Moderata samlingspartiet, Kristdemokraterna), Mitglied des Riksdag
- Esch, Christian (* 1961), deutscher Kulturmanager und Musikwissenschaftler
- Esch, En (* 1968), deutscher Sänger im Industrial-Rock- und Crossover-Umfeld
- Esch, Eric (* 1966), US-amerikanischer SuperschwergewichtsboxerEric Esch (* 1966)

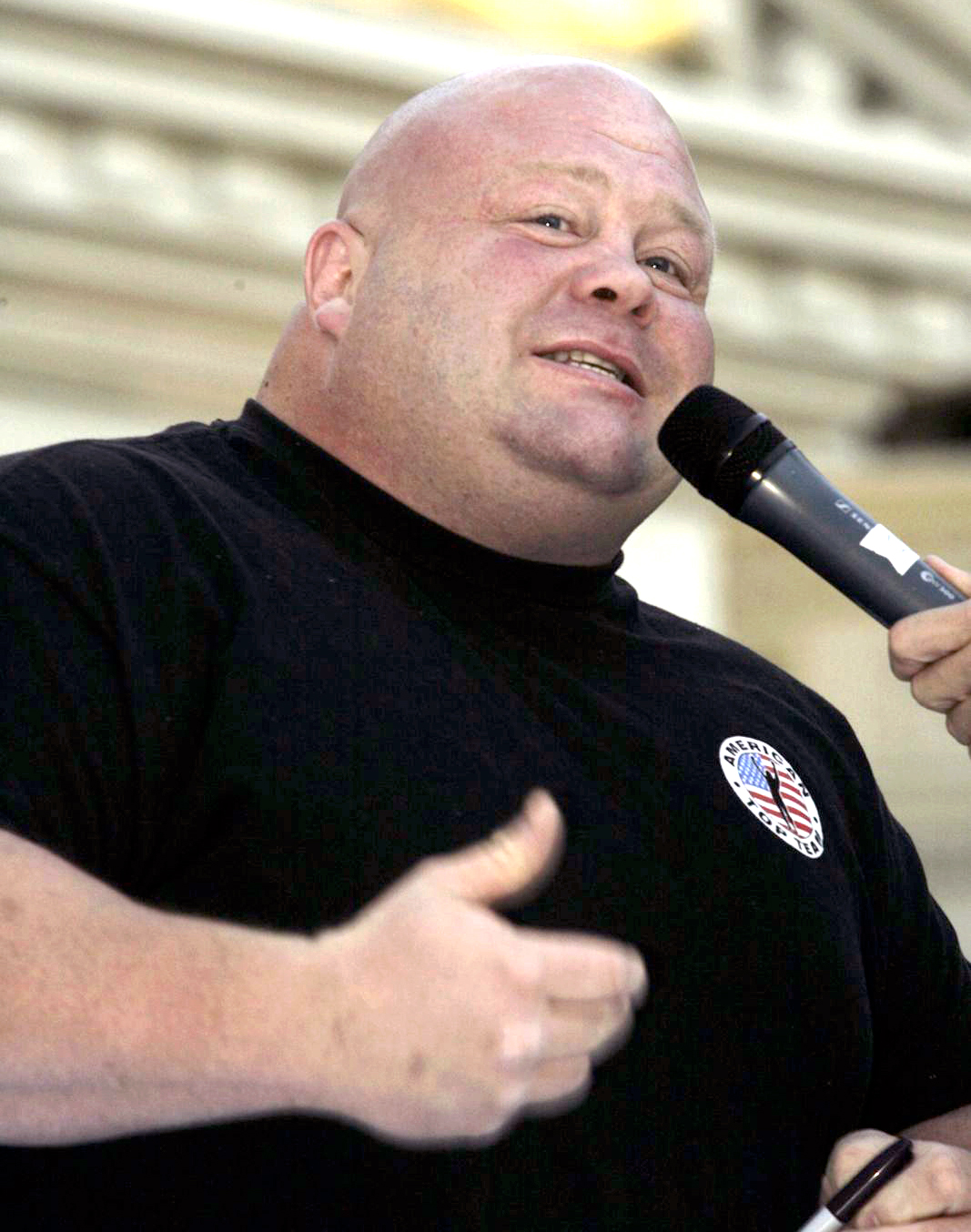
Eric Esch (* 1966)

- Esch, Franz-Rudolf (* 1960), deutscher Ökonom und Hochschullehrer
- Esch, Hans von der (1862–1934), preußischer Generalleutnant
- Esch, Hans-Georg (* 1964), deutscher Architekturfotograf und Autor
- Esch, Hansjoachim von der (1899–1976), deutscher Diplomat
- Esch, Hermann (1879–1956), deutscher Architekt
- Esch, Horst-Dieter (* 1943), deutsch-amerikanischer Unternehmer
- Esch, Jean-Baptiste (1902–1942), luxemburgischer römisch-katholischer Geistlicher und Märtyrer
- Esch, John J. (1861–1941), US-amerikanischer Politiker
- Esch, Josef (1784–1854), deutscher Architekt
- Esch, Josef (* 1956), deutscher Bauunternehmer
- Esch, Karl von der (1827–1880), preußischer Generalmajor und Kommandeur der 55. Infanterie-Brigade
- Esch, Karl-Heinz (1939–2018), deutscher Fußballspieler
- Esch, Ludwig (1883–1956), deutscher Jesuit und Jugendführer
- Esch, Marvin L. (1927–2010), US-amerikanischer Politiker
- Esch, Mathilde (1815–1904), mährische Genremalerin
- Esch, Max von der (1853–1935), preußischer Generalleutnant
- Esch, Michael (1869–1938), deutscher Jesuit und Astronom
- Esch, Rüdiger (* 1966), deutscher Musiker und Autor
- Esch, Sophie (* 1990), deutsche Moderatorin und Journalistin
- Esch, Tanja (* 1988), deutsche Comic-Künstlerin und Illustratorin
- Esch, Thomas (* 1988), deutsch-niederländischer Schlagzeuger und Perkussionist
- Esch, Tobias (* 1970), deutscher Mediziner und Gesundheitswissenschaftler

#### Escha
- Eschauer, Werner (* 1974), österreichischer Tennisspieler
- Eschaus, Thomas, deutscher Mediziner
- Eschay, Jakob († 1606), Augsburger Stadtbaumeister

#### Eschb
- Eschba, Jefrem Alexejewitsch (1893–1939), abchasisch-sowjetischer Kommunist
- Eschba, Raul (1944–1993), abchasischer Politiker und Wirtschaftsminister
- Eschbach, Achim (1948–2021), deutscher Semiotiker und Hochschullehrer
- Eschbach, Andreas (* 1959), deutscher Science-Fiction-AutorAndreas Eschbach (* 1959)

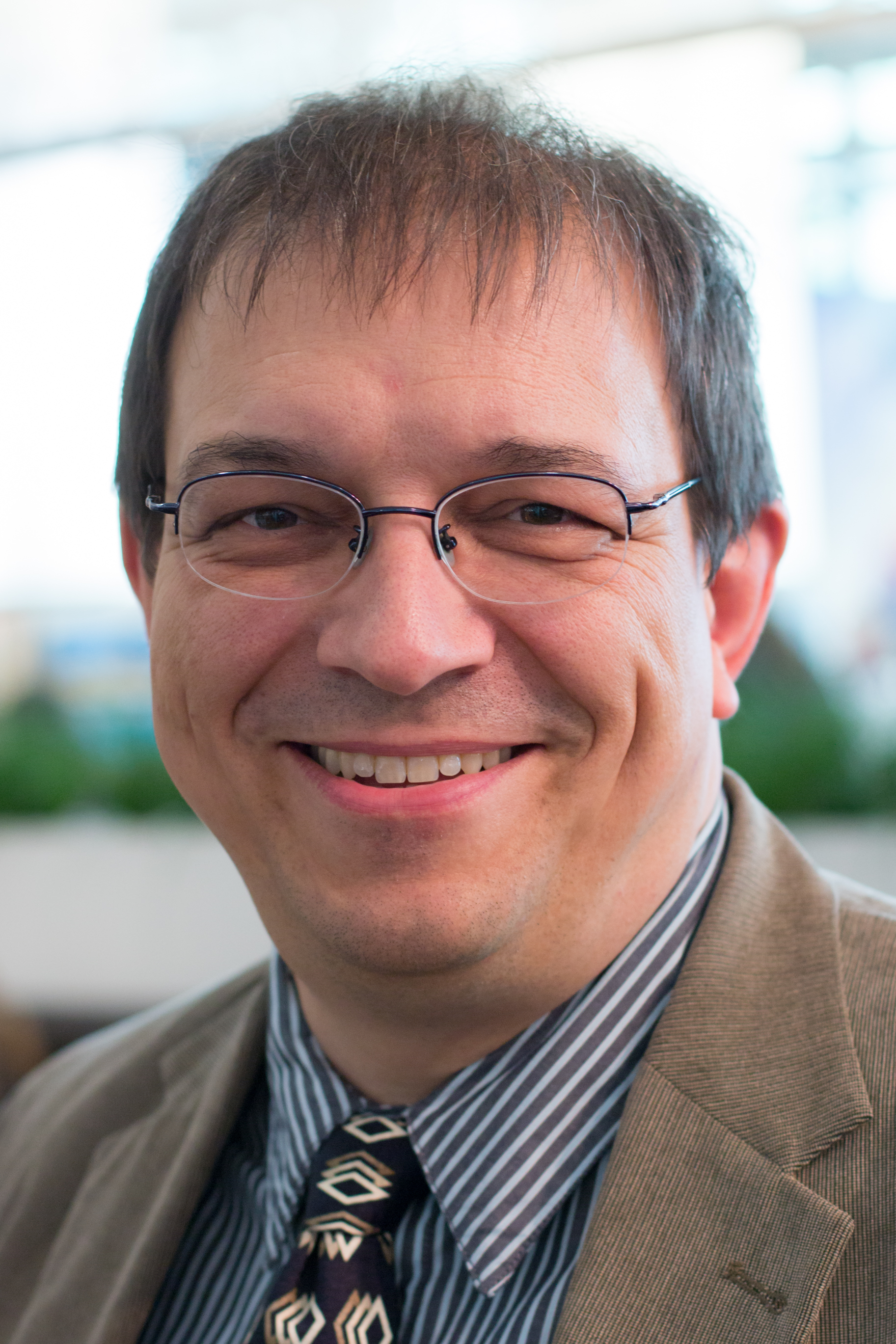
Andreas Eschbach (* 1959)

- Eschbach, Chris (* 1991), Schweizer Unihockeyspieler
- Eschbach, Daniel (* 1973), deutscher Fußballspieler
- Eschbach, Jakob (1914–1985), deutscher Kommunalpolitiker
- Eschbach, Jeanot (* 1989), Schweizer Unihockeyspieler
- Eschbach, Josef (1916–1992), deutscher Schriftsteller
- Eschbach, Klaus (* 1946), deutscher Boulespieler
- Eschbach, Lara (* 1991), Schweizer Unihockeyspielerin
- Eschbach, Norbert (* 1954), deutscher Klassischer Archäologe
- Eschbach-Szabo, Viktoria (* 1956), ungarische Japanologin und Sprachwissenschaftlerin
- Eschbacher, Johann Georg (1830–1909), deutscher Mediziner und Politiker
- Eschbekow, Alischer (* 1990), tadschikischer Hammerwerfer
- Eschberg, Peter (1936–2024), österreichischer Schauspieler, Regisseur und Intendant
- Eschborn, Gustav (1824–1902), badischer Jurist
- Eschborn, Joseph (1800–1881), deutscher Komponist und Kapellmeister
- Eschborn, Natalie (1836–1905), deutsche Theaterschauspielerin und Sängerin (Sopran)

#### Esche
- Esche, Annemarie (1925–2018), deutsche Burmanistin und Hochschullehrerin
- Esche, Arthur (1857–1940), deutscher Jurist, Hochschullehrer und Politiker (NLP), MdR
- Esche, Charles (* 1962), britischer Kunsttheoretiker und Kurator
- Esche, Eberhard (1933–2006), deutscher Schauspieler, Regisseur, Rezitator, Hörspiel- und SynchronsprecherEberhard Esche (1933–2006)

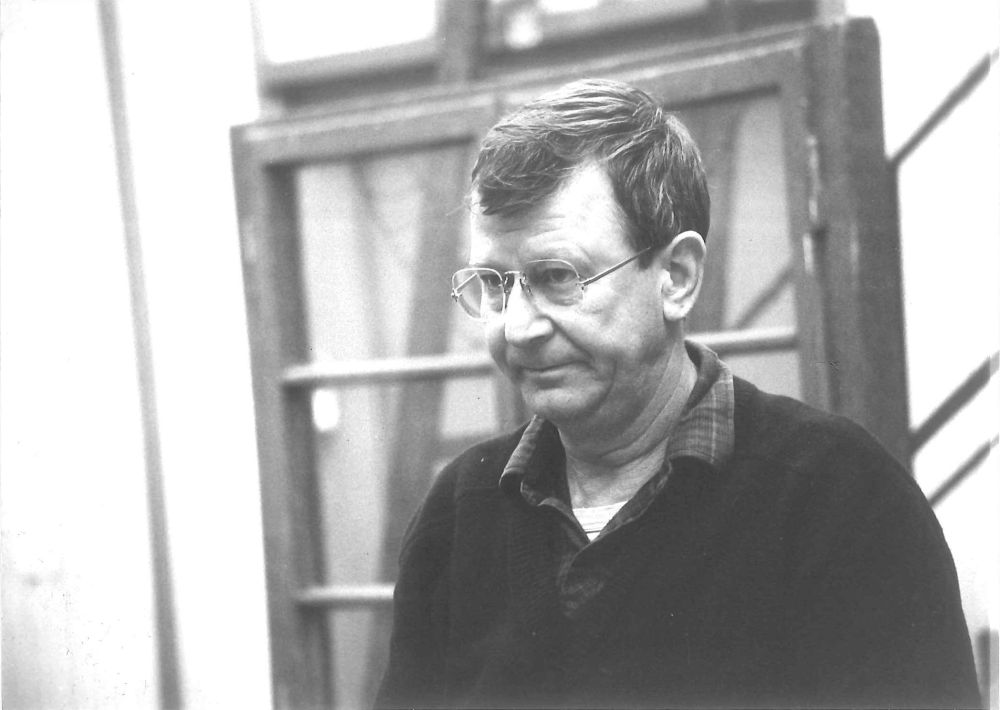
Eberhard Esche (1933–2006)

- Esche, Emil (1896–1948), deutscher Maler
- Esche, Ernst (1817–1873), deutscher Kaufmann, Textilunternehmer und liberaler Politiker, MdL
- Esche, Ernst (1895–1969), deutscher Agronom und Hochschullehrer
- Esche, Esther (* 1965), deutsche Schauspielerin
- Esche, Eugen (1845–1902), deutscher Kaufmann, Unternehmer in der Textilindustrie und Politiker (Freisinn), MdL (Königreich Sachsen)
- Esche, Frank (* 1953), deutscher Archivar, Drehbuchautor und Schriftsteller
- Esche, Herbert Eugen (1874–1962), deutscher Textilunternehmer und Kunstmäzen
- Esche, Jan (* 1957), deutscher Autor und Publizist
- Esche, Jens (* 1973), deutscher Eishockeyspieler
- Esche, Johann (1682–1752), deutscher Strumpfwirker und Unternehmer
- Esche, Julius (1814–1867), deutscher Textilfabrikant und Politiker, MdL (Königreich Sachsen)
- Esche, Luise, deutsche Dichterin
- Esche, Robert (* 1978), US-amerikanischer Eishockeytorwart
- Esche, Theodor (1817–1873), deutscher Textilfabrikant und Politiker, MdL (Königreich Sachsen)
- Eschebach, Carl (1842–1905), deutscher Unternehmer
- Eschebach, Erika (* 1954), deutsche Historikerin und Museumsleiterin
- Eschebach, Hans (1909–1982), deutscher Architekt, Stadtplaner und Bauforscher
- Eschebach, Insa (* 1954), deutsche Religionswissenschaftlerin, ehemalige Leiterin der Mahn- und Gedenkstätte Ravensbrück
- Eschebach, Karl-Ernst (1924–2003), deutscher DBD-Funktionär, DBD-Bezirksvorsitzender Cottbus
- Eschefeld, Sonja (* 1948), deutsche Bildhauerin, Malerin und Medailleurin
- Escheikh, Abdelhamid (1935–1999), tunesischer Generalleutnant, Diplomat und Politiker der Sozialistischen Destur-Partei
- Eschelbach, Hans (1868–1948), deutscher Schriftsteller
- Eschelbach, Ralf (* 1958), deutscher Jurist und Richter am Bundesgerichtshof
- Eschelbacher, Josef (1848–1916), deutscher Rabbiner
- Eschelbacher, Max (1880–1964), deutscher Rabbiner und Autor
- Eschels, Jens Jacob (1757–1842), deutscher Kapitän, Kaufmann und Reeder
- Eschen, Barbara (* 1956), deutsche evangelische Theologin
- Eschen, Friedrich August (1776–1800), deutscher Erzieher, Philologe, Schriftsteller und Übersetzer
- Eschen, Fritz (1900–1964), deutscher Fotograf
- Eschen, Heinz (1909–1938), deutscher Widerstandskämpfer, ermordeter Funktionshäftling im KZ Dachau
- Eschen, Klaus (1939–2025), deutscher Anwalt, Notar und Fotograf
- Eschen, Solveig (* 1981), deutsche Psychologin und Politikerin (Bündnis 90/Die Grünen), MdBB
- Eschenbach, Alexander (1904–1993), deutscher Politiker (GB/BHE), MdL
- Eschenbach, Bernhard (1767–1852), deutscher Instrumentenbauer
- Eschenbach, Christian Ehrenfried (1712–1788), deutscher Arzt
- Eschenbach, Christian Gotthold (1753–1831), deutscher Mediziner, Chemiker und Hochschullehrer
- Eschenbach, Christoph (* 1940), deutscher Pianist und DirigentChristoph Eschenbach (* 1940)

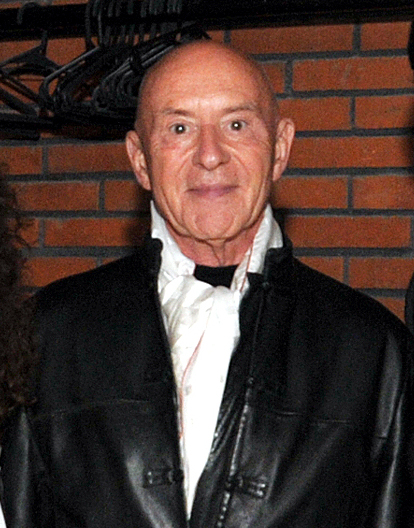
Christoph Eschenbach (* 1940)

- Eschenbach, Eberhard (1913–1964), deutscher Jurist, Kriminalpolizist und SS-Führer
- Eschenbach, Eva (1908–1990), deutsche Opernsängerin und Theaterschauspielerin
- Eschenbach, Hieronymus (1764–1797), deutscher Mathematiker und Übersetzer
- Eschenbach, Johann (* 1650), deutscher Mediziner
- Eschenbach, Johann Christian (der Ältere) (1719–1759), deutscher Jurist, Philosoph und Rektor der Universität Rostock
- Eschenbach, Johann Christian (der Jüngere) (1746–1823), deutscher Jurist, Professor und Rektor der Universität Rostock
- Eschenbach, Margit (* 1948), deutsche Filmemacherin, Hochschullehrerin und Fotografin
- Eschenbach, Martin Maria (* 1977), deutscher Schauspieler
- Eschenbach, Rolf (* 1931), deutscher Wirtschaftswissenschaftler
- Eschenbach, Walter (1883–1936), deutscher Organist und Kirchenmusiker
- Eschenbacher, Tobias (* 1977), deutscher KommunalpolitikerTobias Eschenbacher (* 1977)

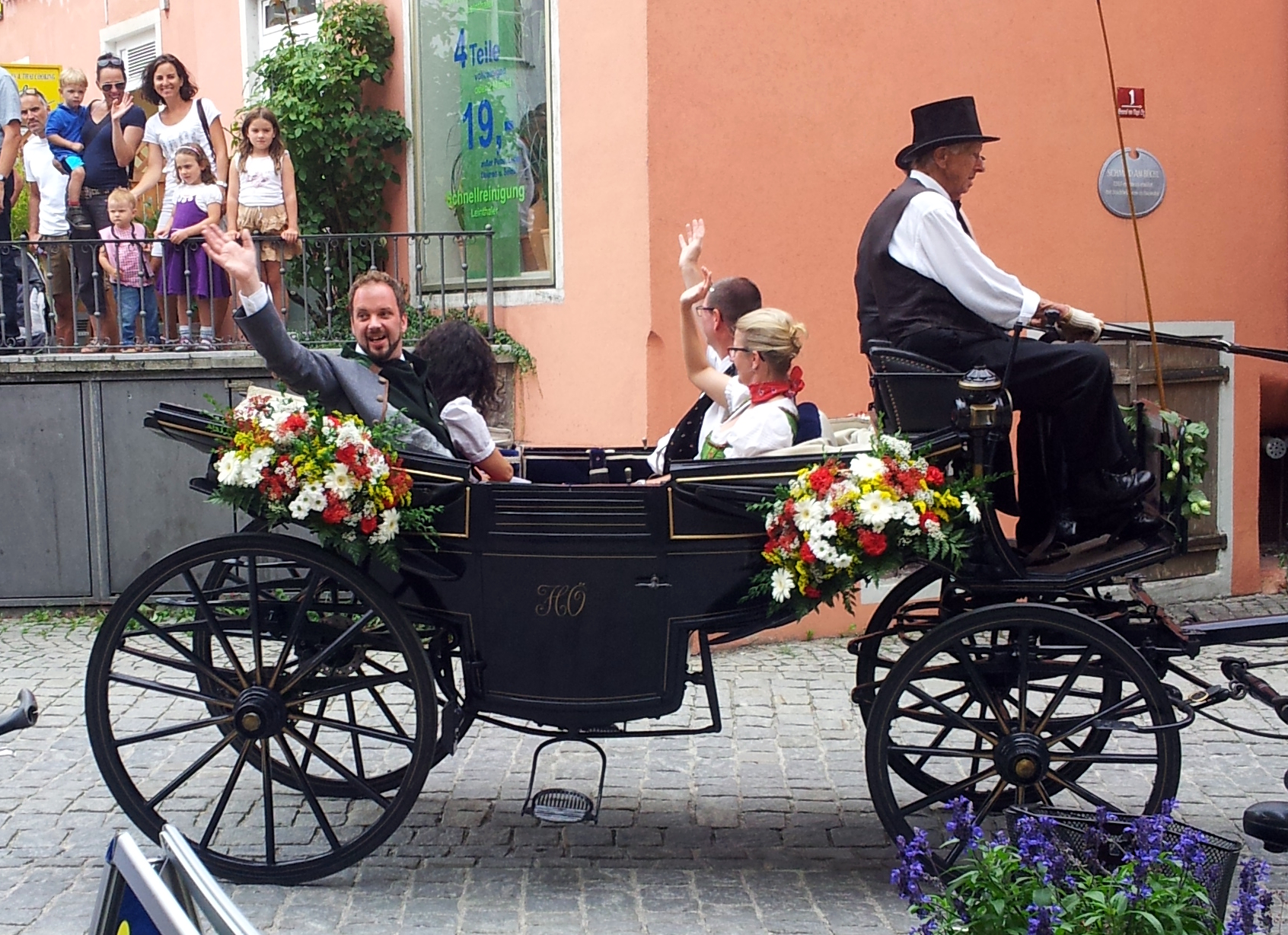
Tobias Eschenbacher (* 1977)

- Eschenbrender, Andreas (1649–1717), deutscher Priester und Offizial in Köln
- Eschenbrenner, Hans (1910–2007), deutscher Sportschütze
- Eschenburg, August (1823–1904), preußischer Kabinettsminister im Fürstentum Lippe (1876–1885)
- Eschenburg, August (1848–1910), preußischer Generalmajor
- Eschenburg, Bernhard (1762–1832), deutscher evangelisch-lutherischer Geistlicher
- Eschenburg, Bernhard (1843–1931), deutscher Klassischer Philologe und Oberlehrer am Katharineum zu Lübeck
- Eschenburg, Georg Bernhard (1811–1886), deutscher Mediziner und Leiter der Lübecker Irrenanstalt (1838–1886)
- Eschenburg, Harald (1914–1987), deutscher Buchhändler, Antiquar und Autor
- Eschenburg, Hartwig (1934–2025), deutscher Kantor, Kirchenmusikdirektor
- Eschenburg, Heinrich Wilhelm (1795–1852), deutscher lutherischer Geistlicher und Politiker
- Eschenburg, Hermann (1872–1954), Lübecker Kaufmann und Politiker
- Eschenburg, Johann Daniel (1809–1884), Senator der Freien und Hansestadt Lübeck
- Eschenburg, Johann Georg (1844–1936), deutscher Advokat und Notar in Lübeck, Senatssekretär (ab 1871), Bürgermeister Lübecks (1905–1914)Johann Georg Eschenburg (1844–1936)

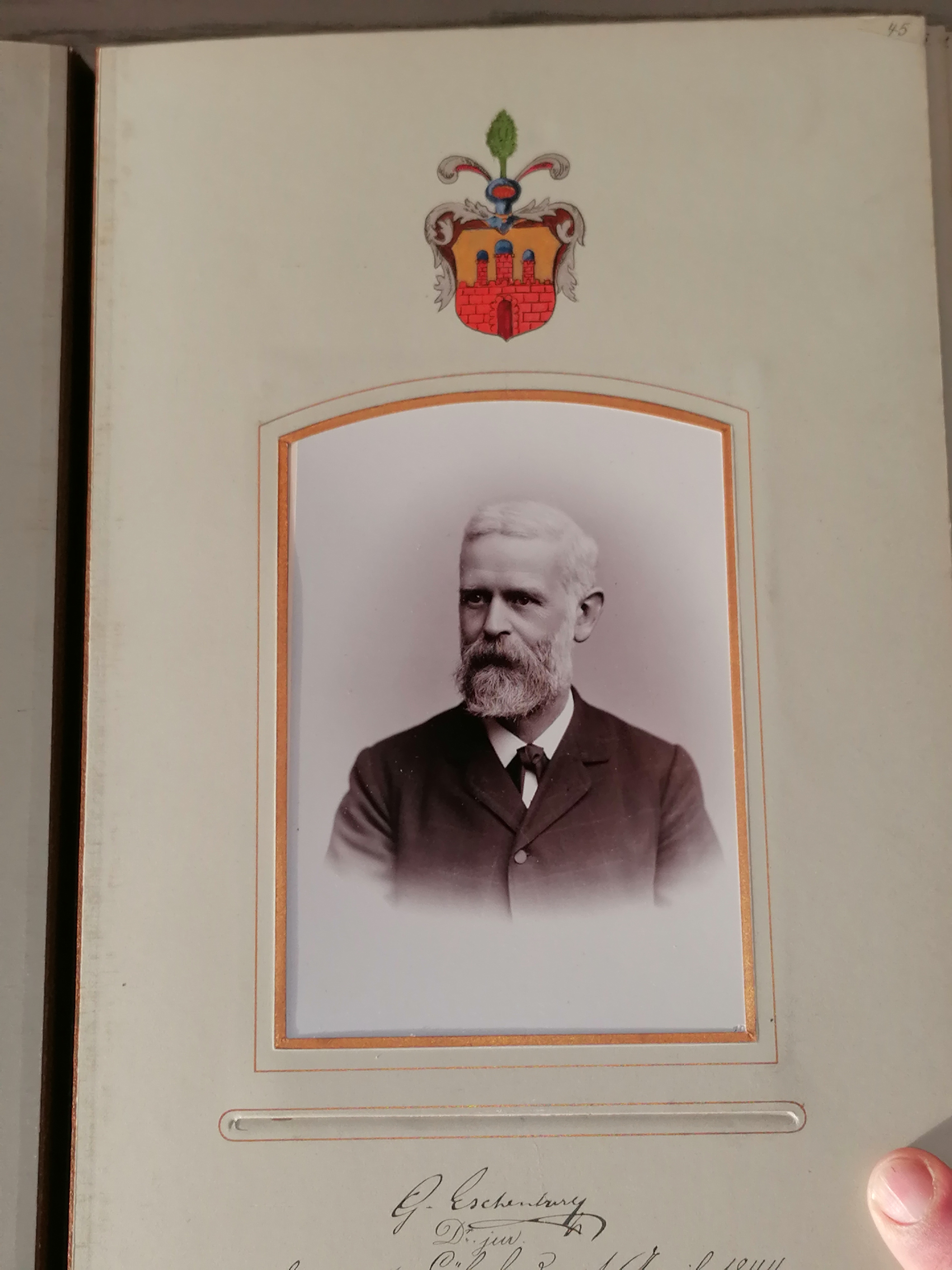
Johann Georg Eschenburg (1844–1936)

- Eschenburg, Johann Hermann (1844–1920), deutscher Kaufmann und Bürgermeister Lübecks
- Eschenburg, Johann Joachim (1743–1820), deutscher Literaturhistoriker
- Eschenburg, Karl (1877–1943), deutscher Landwirt, Verwaltungsbeamter, Gutsbesitzer und Politiker (DNVP)
- Eschenburg, Karl (1900–1947), deutscher Schiffbauingenieur und autodidaktischer Berufsfotograf
- Eschenburg, Klaus (1913–1973), deutscher Brigadegeneral, Angehöriger des Bundesnachrichtendienstes
- Eschenburg, Marianne von (1856–1937), österreichische Portrat- und Landschaftsmalerin
- Eschenburg, Theodor (1853–1921), deutscher Arzt und Mitglied der Lübecker Bürgerschaft
- Eschenburg, Theodor (1876–1968), deutscher Konteradmiral
- Eschenburg, Theodor (1904–1999), deutscher Politikwissenschaftler, Publizist und Staatsrechtler
- Eschenburg, Wilhelm Arnold (1778–1861), deutscher Jurist und lippischer Regierungschef
- Eschenfelder, Christoph (1470–1547), kurtrierischer Zollbeamter, Amtmann und Humanist
- Eschenhagen, Max (1858–1901), deutscher Geophysiker
- Eschenloer, Peter († 1481), Breslauer Chronist und Stadtschreiber
- Eschenlohr, Albert (1898–1938), deutscher Fußballspieler und -trainer
- Eschenmayer, Carl August von (1768–1852), deutscher Arzt, Philosoph und Okkultist
- Eschenmoser, Albert (1925–2023), Schweizer Chemiker
- Eschenmoser, Jakob (1908–1993), Schweizer Architekt und Zeichner
- Escher Echeverría, Anita Cristina (* 1958), salvadorianische Diplomatin
- Escher vom Glas, Felix (1746–1805), Schweizer Kaufmann und Politiker der Aristokraten
- Escher von der Linth, Arnold (1807–1872), Schweizer Geologe
- Escher von der Linth, Hans Conrad (1767–1823), Schweizer Wissenschaftler, Bauingenieur und Politiker
- Escher, Albert von (1833–1905), Schweizer Militärmaler
- Escher, Albertina, Tochter einer freigelassenen kubanischen Sklavin
- Escher, Alfred (1819–1882), Schweizer Politiker und IndustriellerAlfred Escher (1819–1882)

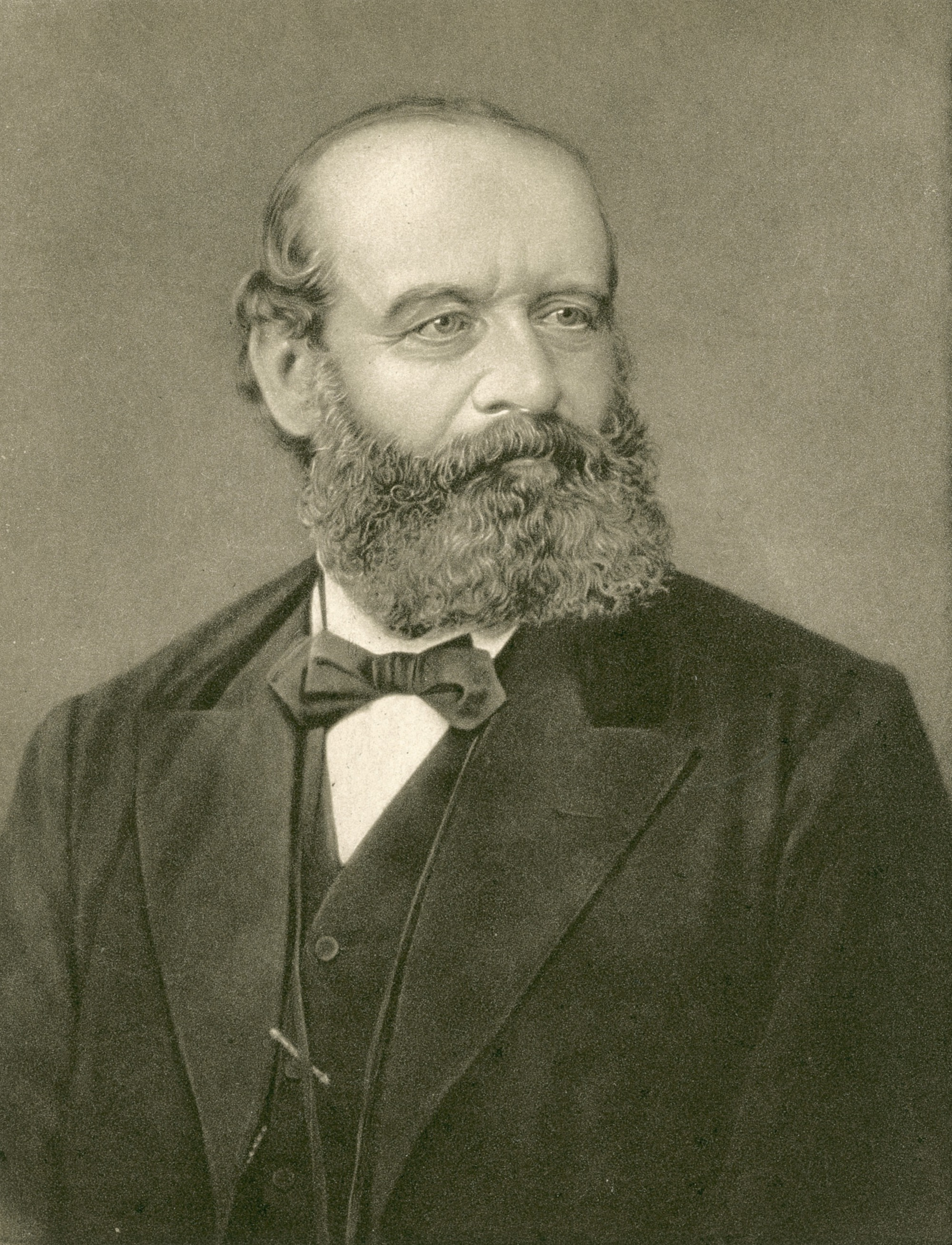
Alfred Escher (1819–1882)

- Escher, Alfred Martin (1906–1980), Schweizer Diplomat
- Escher, Andreas (* 1966), deutscher Entwickler und Grafiker für Computer- und Konsolenspiele
- Escher, Angela (* 1985), Schweizer Politikerin (Grüne)
- Escher, Beate (* 1965), deutsche Umwelttoxikologin
- Escher, Berend Georg (1885–1967), niederländischer Geologe und Mineraloge
- Escher, Bernhard (1843–1934), deutscher Unternehmer
- Escher, Elisabeth (* 1956), österreichische Schriftstellerin
- Escher, Eugen (1831–1900), Schweizer Jurist
- Escher, Felix (* 1945), deutscher Historiker
- Escher, Ferdinand (1787–1855), Schweizer Rittmeister in russischen Diensten und Plantagenverwalter
- Escher, Franz (1921–1990), Schweizer Mediziner
- Escher, Friedrich Ludwig (1779–1845), Schweizer Plantagenbesitzer und Sklavenhalter
- Escher, Georg (* 1994), deutscher Volleyballspieler
- Escher, George Arnold (1843–1939), niederländischer WasserbauingenieurGeorge Arnold Escher (1843–1939)

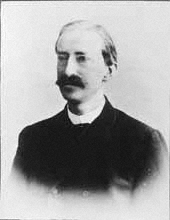
George Arnold Escher (1843–1939)

- Escher, Gerold (1665–1738), Schweizer Politiker, Chronist, Zeichner
- Escher, Gitta (* 1957), deutsche Gerätturnerin
- Escher, Gretel (1915–2015), deutsche Illustratorin, Journalistin und Autorin
- Escher, Hans (1918–1993), österreichischer Maler, Illustrator und Grafiker
- Escher, Hans Caspar (1775–1859), Schweizer IndustriellerHans Caspar Escher (1775–1859)

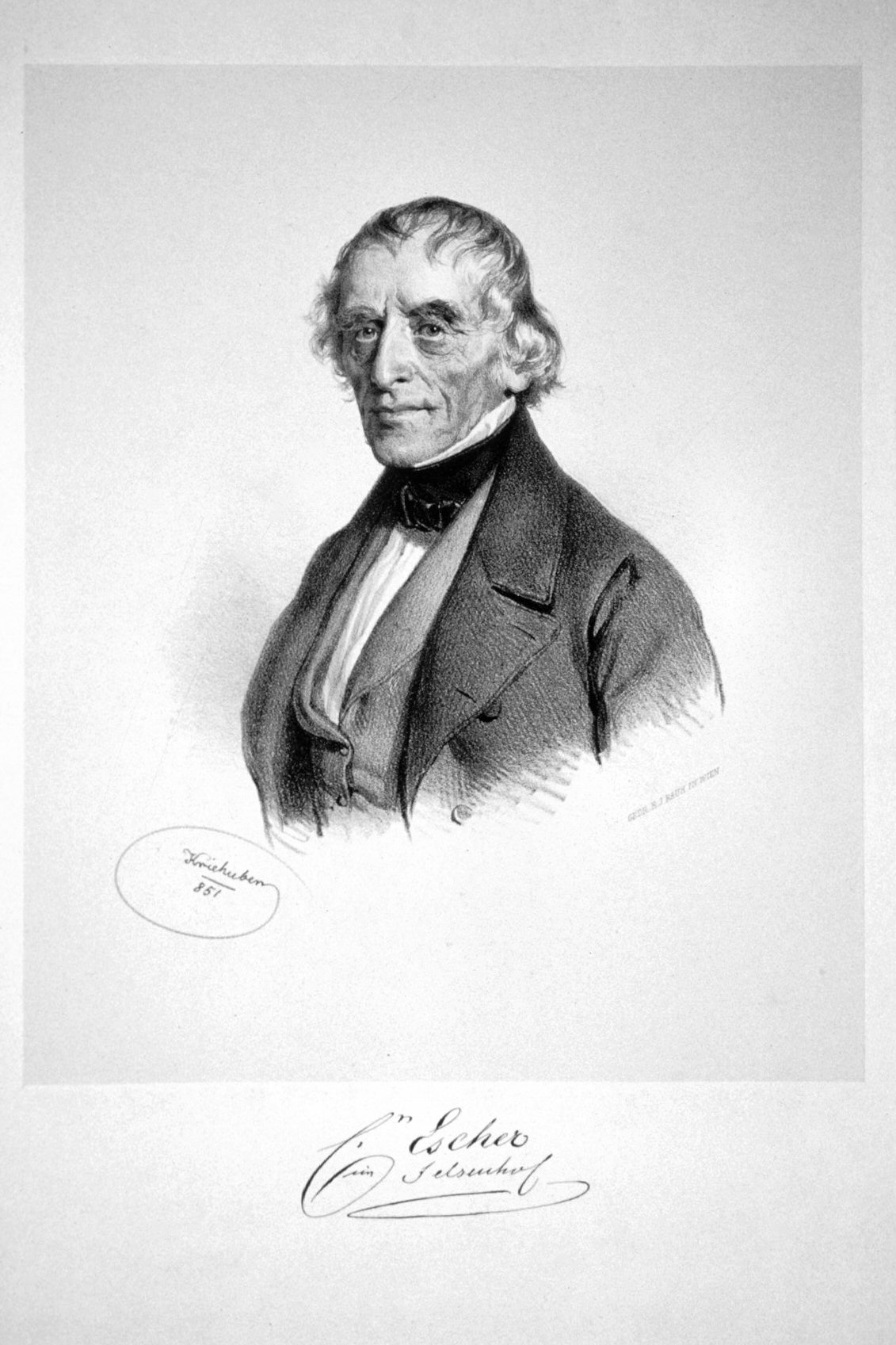
Hans Caspar Escher (1775–1859)

- Escher, Hans Conrad (1743–1814), Schweizer Politiker, Bürgermeister von Zürich
- Escher, Heinrich (1626–1710), Schweizer Kaufmann, Diplomat und Bürgermeister von Zürich
- Escher, Heinrich (1688–1747), Schweizer Kaufmann und Politiker
- Escher, Heinrich (1713–1777), Schweizer Politiker und eine Militärperson
- Escher, Heinrich (1776–1853), Schweizer Unternehmer und Entomologe
- Escher, Heinrich (1777–1840), Schweizer Kaufmann und Politiker
- Escher, Heinrich (1781–1860), Schweizer Historiker
- Escher, Heinrich (1789–1870), Schweizer Jurist, Politiker und Rechtsgelehrter
- Escher, Hermann (1857–1938), Schweizer Bibliothekar
- Escher, Joachim (1915–2004), deutscher Kriegsdienstverweigerer
- Escher, Joachim (* 1962), deutscher Mathematiker und Hochschullehrer
- Escher, Johann Caspar (1678–1762), Schweizer Politiker
- Escher, Josef (1885–1954), Schweizer Politiker
- Escher, Jürgen (* 1951), deutscher Fußballspieler und -trainer
- Escher, Klaus (* 1965), deutscher Politiker (CDU), Bundesvorsitzender der Jungen Union
- Escher, Konrad (1882–1944), Schweizer Kunsthistoriker
- Escher, M. C. (1898–1972), niederländischer Künstler und GrafikerM. C. Escher (1898–1972)

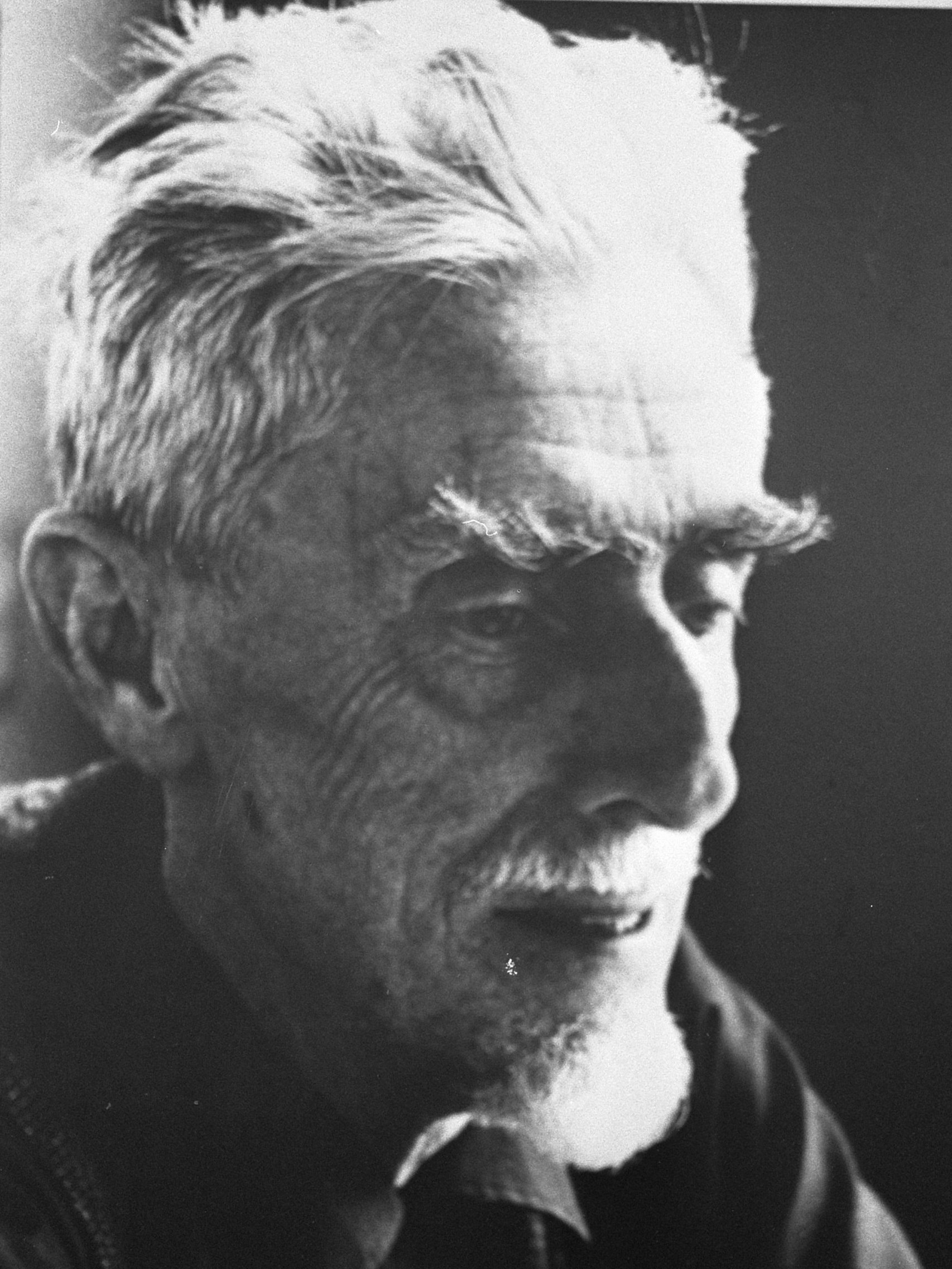
M. C. Escher (1898–1972)

- Escher, Martin (1788–1870), Schweizer Industrieller
- Escher, Mathilde (1808–1875), Schweizer Pionierin und Gründerin der Mathilde-Escher-Stiftung
- Escher, Max (1901–1976), deutscher Künstler und Kunsterzieher
- Escher, Nanny von (1855–1932), Schweizer Schriftstellerin und Rednerin
- Escher, Peter (1915–2008), Schweizer Komponist
- Escher, Peter (* 1954), deutscher Fernseh- und Hörfunkmoderator und Journalist
- Escher, Regina (* 1955), Schweizer Botschafterin in Bulgarien
- Escher, Reinhold (1905–1994), deutscher Grafiker und Illustrator
- Escher, Rolf (* 1936), deutscher Grafiker
- Escher, Rudolf (1912–1980), niederländischer Komponist und Musiktheoretiker
- Escher, Tobias (* 1988), deutscher Sportjournalist, Blogger und Sachbuchautor
- Escher, Wilhelm Caspar (1859–1929), Schweizer Bankier und Unternehmer
- Escher, Wolf (1944–2016), deutscher Jazzmusiker und Musikpädagoge
- Escher, Yvonne (1934–2025), Schweizer Filmregisseurin
- Escher-Bodmer, Luise (1819–1900), Zürcher Patrizierin, Gründerin der Martin Stiftung
- Escher-Bürkli, Jakob (1864–1939), Schweizer Klassischer Philologe und Topograph
- Escherich, Georg (1870–1941), deutscher Forstwissenschaftler und Politiker, Gründer der „Organisation Escherich“Georg Escherich (1870–1941)

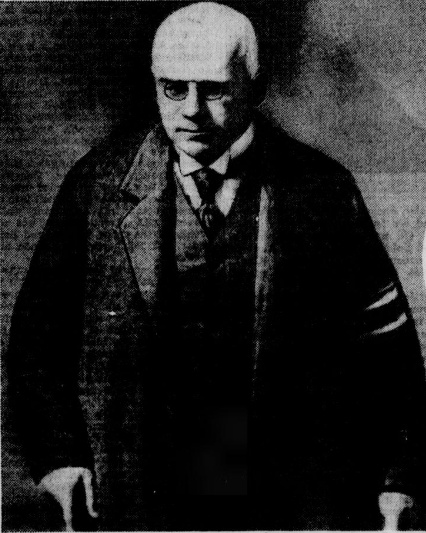
Georg Escherich (1870–1941)

- Escherich, Gustav von (1849–1935), österreichischer Mathematiker
- Escherich, Karl (1871–1951), deutscher Forstwissenschaftler und Entomologe
- Escherich, Katharina von (1855–1916), österreichische Komponistin
- Escherich, Mark (* 1972), deutscher Architekt, Bauhistoriker, Denkmalpfleger und Hochschullehrer
- Escherich, Mela (1877–1956), deutsche Kunsthistorikerin
- Escherich, Sebastian (* 1986), deutscher Fußballspieler
- Escherich, Theodor (1857–1911), deutsch-österreichischer Kinderarzt und Bakteriologe
- Eschert, Jürgen (* 1941), deutscher Kanute, Kanutrainer und Sportmanager
- Eschert, Paul (1865–1931), deutscher Likörfabrikant und Politiker
- Eschete, Ron (* 1948), US-amerikanischer Jazzmusiker

#### Eschg
- Eschgfäller, Jessica (* 1983), italienische Snowboarderin
- Eschgfäller, Sabine (* 1976), italienische Schriftstellerin

#### Eschi
- Eschiva von Beirut († 1312), Herrin von Beirut
- Eschiva von Bures, Fürstin von Galiläa
- Eschiva von Ibelin (1160–1196), Königingemahlin von Zypern
- Eschiva von Saint-Omer, Fürstin von Galiläa
- Eschivard von Sarmenia, Herr von Sarmenia und Seneschall von Antiochia

#### Eschk
- Eschka, Adalbert (1834–1874), österreichischer Wardein
- Eschke, Carl Eduard (1805–1891), deutscher evangelischer Theologe und Autor
- Eschke, Claus-Achim (1931–2013), deutscher Reeder und Honorarkonsul
- Eschke, Elfi (* 1951), deutsch-österreichische Schauspielerin
- Eschke, Erich (1928–2014), deutscher Fußballspieler
- Eschke, Ernst Adolf (1766–1811), hörender Gehörlosenlehrer, Oberschulrat, Schriftsteller und Jurist
- Eschke, Hans Hermann (1856–1904), erster deutscher Generalkonsul in Singapur
- Eschke, Hermann (1823–1900), deutscher Maler
- Eschke, Jan (* 1976), deutscher Jazzmusiker (Piano)
- Eschke, Oscar (1851–1892), deutscher Marine- und Landschaftsmaler
- Eschke, Richard (1859–1944), deutscher Marine- und Landschaftsmaler
- Eschke, Siegfried (1933–2023), deutscher Generalmajor der NVA und Generaldirektor in der DDR
- Eschke, Victoria (* 1899), deutsche Richterin am Bundespatentgericht
- Eschker, Wolfgang (* 1941), deutscher Slawist, Schriftsteller und Übersetzer
- Eschkol, Levi (1895–1969), israelischer Politiker, Ministerpräsident Israels (1963–1969)Levi Eschkol (1895–1969)

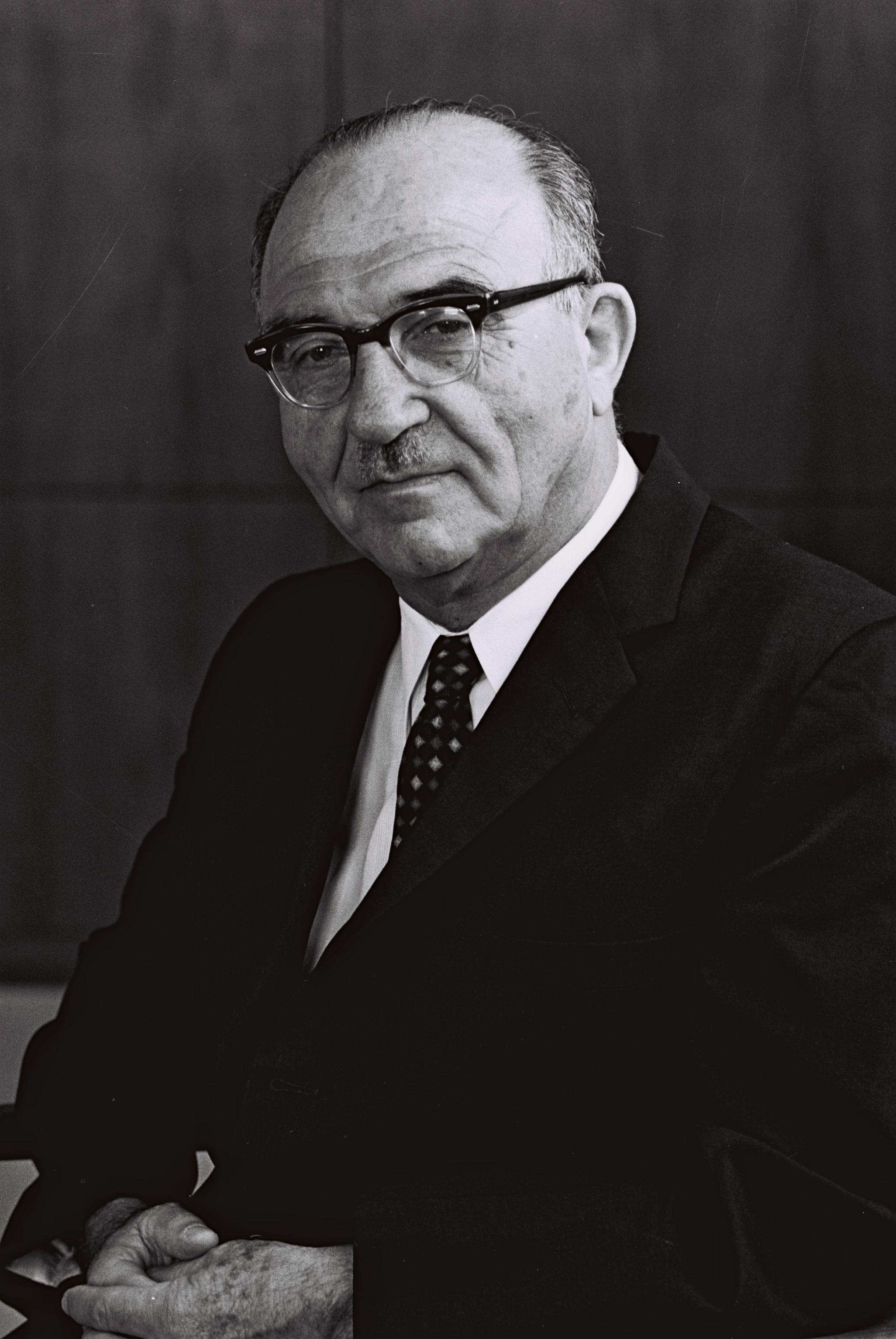
Levi Eschkol (1895–1969)

- Eschkol, Miriam (1929–2016), israelische Bibliothekarin und soziale Aktivistin

#### Eschl
- Eschlböck, Karl (1940–2018), österreichischer Koch
- Eschlböck, Michael (* 1961), österreichischer Sportkommentator
- Eschle, Franz (1859–1918), deutscher Mediziner
- Eschle, Max (1890–1979), deutscher Gebrauchsgrafiker
- Eschler, Christian (1904–1965), Schweizer Textilunternehmer und Trikotfabrikant
- Eschler, Frank (* 1970), deutscher Fußballspieler
- Eschler, Walter (1909–1997), Schweizer Schriftsteller

#### Eschm
- Eschmamp, Semi (* 1976), Schweizer Schriftsteller, Zeichner und Schauspieler
- Eschmann, Ernst (1886–1953), Schweizer Schriftsteller
- Eschmann, Ernst Wilhelm (1904–1987), deutscher Schriftsteller
- Eschmann, Fritz (1909–1997), deutscher Politiker (SPD), MdB
- Eschmann, Ignatius (1898–1968), deutsch-kanadischer Dominikanerpater, Philosoph und Theologe
- Eschmann, Johann Carl (1826–1882), Schweizer Komponist und Pianist
- Eschmann, Johannes (1808–1852), Schweizer Geodät
- Eschmann, Johannes (1834–1896), Schweizer Landwirt und Politiker
- Eschmann, Mike (* 1967), Schweizer Filmregisseur
- Eschmann, Norbert (1933–2009), Schweizer Fussballspieler und Sportreporter
- Eschmann, Tina (* 1966), deutsche Schauspielerin, Hörspiel- und Synchronsprecherin
- Eschmann-Dumur, Carl (1835–1913), Schweizer Klavierpädagoge
- Eschmeier, Jörg (1956–2021), deutscher Mathematiker
- Eschmeyer, William N. (1939–2024), US-amerikanischer Ichthyologe und Taxonom

#### Eschn
- Eschner, Christina (* 1978), deutsche evangelische Theologin und Neutestamentlerin
- Eschner, Hellmut (1907–1987), deutscher SS-Unterscharführer
- Eschner, Max (1864–1926), deutscher Schriftsteller und Lehrer
- Eschner, Michael D. (1949–2007), deutscher Thelemit und AutorMichael D. Eschner (1949–2007)

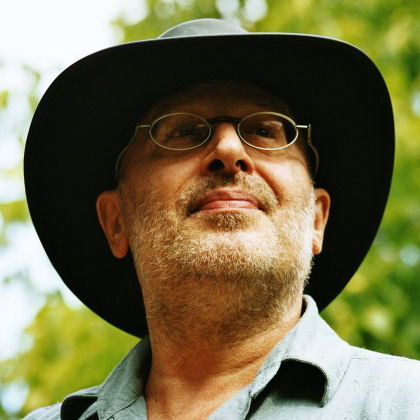
Michael D. Eschner (1949–2007)

#### Escho
- Escholier, Raymond (1882–1971), französischer Museumskurator, Politiker, Journalist, Autor, Kunstkritiker und Biograf
- Escholt, Mikkel († 1669), norwegischer Priester und Wissenschaftler

#### Eschp
- Eschpai, Andrei Jakowlewitsch (1925–2015), russischer Komponist
- Eschpai, Jakow Andrejewitsch (1890–1963), russischer Komponist und Pädagoge

#### Eschr
- Eschrich, Marco (* 1981), deutscher Schauspieler, Regisseur und Kabarettist
- Eschrich, Reinhard (* 1949), deutscher Fußballspieler
- Eschrich, Robert (* 1985), deutscher Rennrodler und Bobfahrer
- Eschrich, Walter (1924–2005), deutscher Botaniker und Forstwissenschaftler
- Eschricht, Daniel Frederik (1798–1863), dänischer Arzt und Zoologe
- Eschricht, Robert (* 1985), deutscher Politiker (AfD)
- Eschrig, Helmut (1942–2012), deutscher Physiker

#### Eschs
- Eschscholtz, Johann Friedrich (1793–1831), deutscher Naturforscher und Forschungsreisender
- Eschstruth, Hans Adolph Friedrich von (1756–1792), deutscher Jurist, Musikschriftsteller und Komponist
- Eschstruth, Nataly von (1860–1939), deutsche Schriftstellerin

#### Eschw
- Eschwé, Alfred (* 1949), österreichischer Dirigent
- Eschwege, Carl von (1789–1857), deutscher Kammerherr und Politiker
- Eschwege, Elmar von (1856–1935), deutscher Maler
- Eschwege, Elmar von (1896–1963), Landwirt und nationalsozialistischer Politiker
- Eschwege, Ernst Alexander von (1948–2000), deutscher Filmemacher
- Eschwege, Ernst von (1818–1901), Mitglied des kurhessischen Landtags
- Eschwege, Ernst von (1859–1932), deutscher Forstmann und Maler
- Eschwege, Ferdinand von (1790–1857), kurhessischer Generalleutnant, Mitglied der kurhessischen Ständeversammlung
- Eschwege, Helmut (1913–1992), deutscher Historiker und Dokumentarist
- Eschwege, Karl von (1826–1890), deutscher Verwaltungsbeamter
- Eschwege, Kerstin (* 1971), deutsche Erziehungswissenschaftlerin und Hochschullehrerin
- Eschwege, Ruben Moses (1890–1977), deutschamerikanischer Kantor
- Eschwege, Rudolf von (1821–1875), Mitglied des kurhessischen Landtags
- Eschwege, Rudolf von (1895–1917), deutscher Pilot
- Eschwege, Wilhelm Ludwig von (1777–1855), deutscher Bergmann, Geologe und Geograph
- Eschwei, Franz (* 1906), deutscher Turner und Mitglied der Deutschlandriege
- Eschweiler, Franz Gerhard (1796–1831), deutscher Botaniker
- Eschweiler, Gerhard (* 1961), deutscher Psychiater, Neurologe und Geriater
- Eschweiler, Hans (1928–2012), deutscher Badmintonspieler
- Eschweiler, Jakob Hubert (1894–1965), deutscher Geistlicher, Kunsthistoriker und erster Direktor des Kölner Diözesanmuseums
- Eschweiler, Karl (1886–1936), Theologe
- Eschweiler, Otto (1931–2022), deutscher Volkswirt, Hauptgeschäftsführer der IHK Aachen und niederländischer Honorarkonsul
- Eschweiler, Walter (* 1935), deutscher FußballschiedsrichterWalter Eschweiler (* 1935)

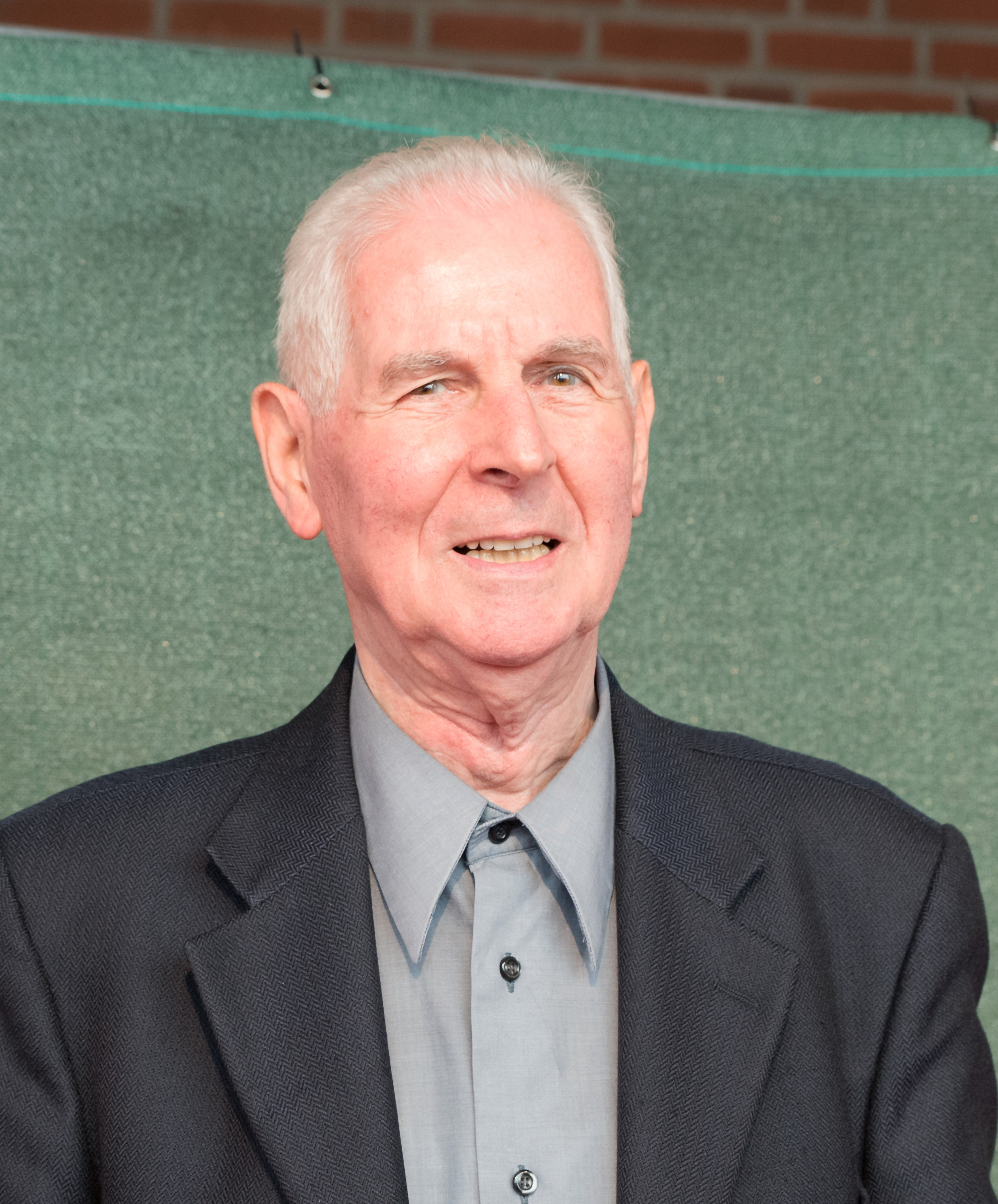
Walter Eschweiler (* 1935)

- Eschweiler, Wilhelm (1860–1936), deutscher Chemiker

### Escl
- Esclangon, Ernest (1876–1954), französischer Astronom, Physiker und Mathematiker
- Esclarmonde de Foix, Anhängerin der Katharer
- Esclarmonde de Péreille († 1244), Märtyrerin der Katharer
- Esclassan, Jacques (* 1948), französischer Radrennfahrer

### Esco
- Esco, Lina (* 1985), US-amerikanische Schauspielerin und Regisseurin
- Escobar Aguilar, Oswaldo Estéfano (* 1968), salvadorianischer Ordensgeistlicher, römisch-katholischer Bischof von Chalatenango
- Escobar Alas, José Luis (* 1959), salvadorianischer Erzbischof von San Salvador
- Escobar Aristizábal, Rodrigo (* 1939), kolumbianischer Geistlicher, emeritierter Bischof von Girardot
- Escobar Ayala, Gabriel Narciso (* 1971), paraguayischer Ordensgeistlicher, Apostolischer Vikar von Chaco Paraguayo
- Escobar Budge, Roberto (1926–2011), chilenischer Komponist und Philosoph
- Escobar Forero, Álder (* 1977), kolumbianischer Schachspieler
- Escobar Galicia, Guillermo Francisco (* 1955), mexikanischer Geistlicher, römisch-katholischer Bischof von Teotihuacan
- Escobar Kirkpatrick, Luis (1908–1991), spanischer Schauspieler und Theaterleiter
- Escobar Serna, José Mario (1927–2005), kolumbianischer römisch-katholischer Geistlicher, Bischof von Palmira
- Escobar Serrano, Héctor (1904–1986), salvadorianischer Politiker und Diplomat
- Escobar y Mendoza, Antonio (1589–1669), spanischer Jesuit und theologischer Schriftsteller
- Escobar, Adrián C. (1883–1954), argentinischer Politiker und Diplomat
- Escobar, Alexandra (* 1980), ecuadorianische Gewichtheberin
- Escobar, Ana Vilma de (* 1954), salvadorianische Politikerin
- Escobar, Andrés (1967–1994), kolumbianischer FußballspielerAndrés Escobar (1967–1994)

Andrés Escobar (1967–1994)

- Escobar, Arturo (* 1952), kolumbianisch-US-amerikanischer Anthropologe
- Escobar, Carlos (* 1989), chilenischer Fußballspieler
- Escobar, Carlos (* 1990), chilenischer Fußballspieler
- Escobar, Dylan (* 2000), chilenischer Fußballspieler
- Escobar, Enrique (1921–2004), spanischer Filmkomponist, Filmeditor, Pianist und Orchesterleiter
- Escobar, Enzo (* 1951), chilenischer Fußballspieler
- Escobar, Eusebio (* 1936), kolumbianischer Fußballspieler
- Escobar, Fanor (* 1997), kolumbianischer Leichtathlet
- Escobar, Fernando Wilfredo, guatemaltekischer Straßenradrennfahrer
- Escobar, Fidel (* 1995), panamaischer Fußballspieler
- Escobar, Gabriel (* 1996), spanischer Boxer
- Escobar, Gonzalo (* 1989), ecuadorianischer Tennisspieler
- Escobar, Gustavo (* 2006), US-amerikanischer Schauspieler
- Escobar, José (* 1991), ecuadorianischer Leichtathlet
- Escobar, José Bernardo (1797–1849), guatemaltekischer Präsident
- Escobar, Juan, chilenischer Musiker
- Escobar, Juan (* 1995), paraguayischer Fußballspieler
- Escobar, Linda Katherine (1940–1993), US-amerikanische Botanikerin und Hochschullehrerin
- Escobar, Luis Antonio (1925–1993), kolumbianischer Komponist und Musikwissenschaftler
- Escobar, Manolo (1931–2013), spanischer Sänger und Schauspieler
- Escobar, Margoth, ecuadorianische Umwelt- und Menschenrechtsaktivistin
- Escobar, María Luisa (1903–1985), venezolanische Komponistin, Pianistin und Sängerin
- Escobar, Mario (* 1940), kolumbianischer Radrennfahrer
- Escobar, Mario (* 1986), guatemaltekischer Fußballschiedsrichter
- Escobar, Mario padre (1916–1984), chilenischer Tenorsaxophonist
- Escobar, Marisol (1930–2016), US-amerikanische Bildhauerin venezolanischer Herkunft
- Escobar, Pablo (1949–1993), kolumbianischer Politiker und DrogenhändlerPablo Escobar (1949–1993)

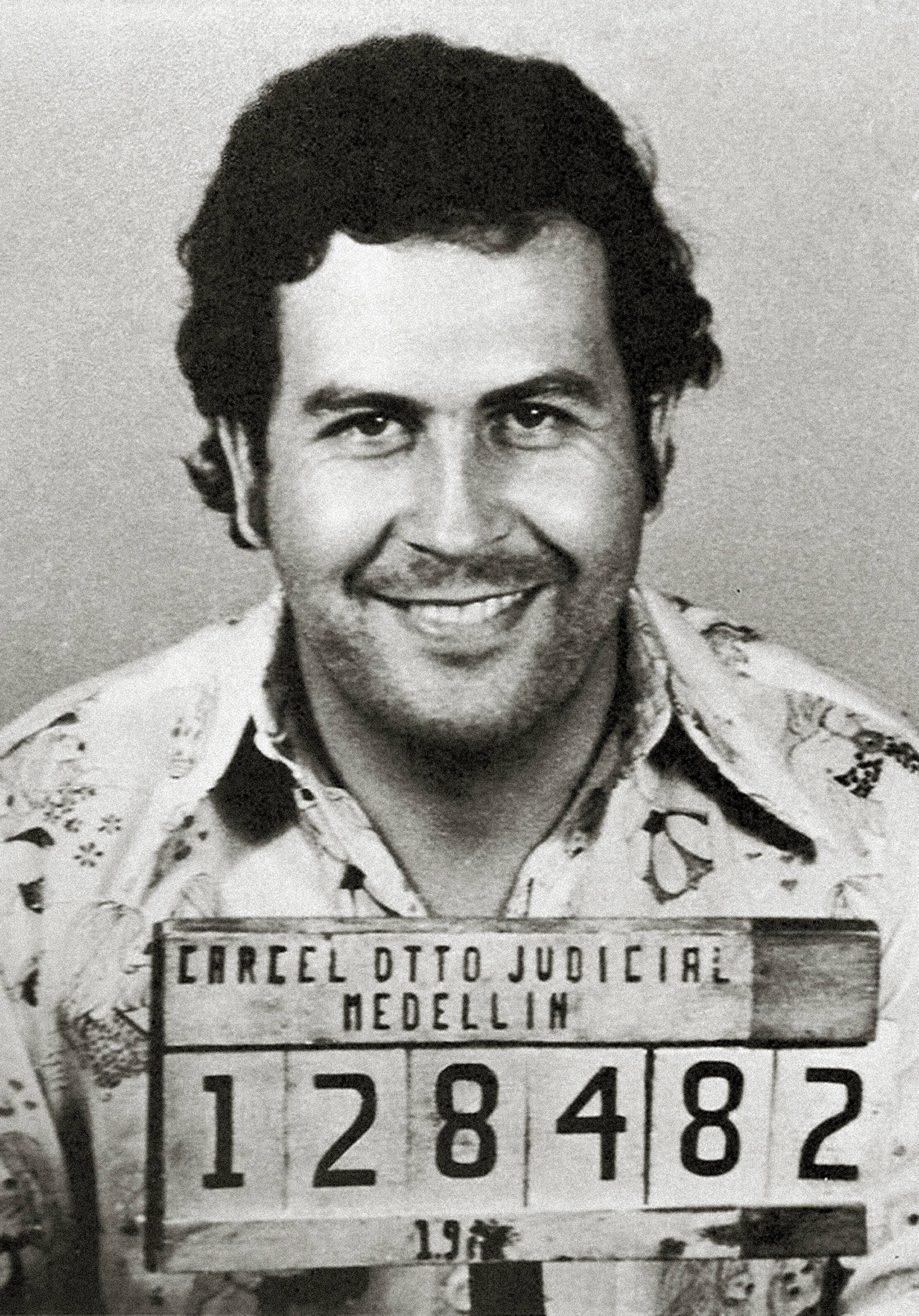
Pablo Escobar (1949–1993)

- Escobar, Patricio (1843–1912), paraguayischer Politiker
- Escobar, Pedro de, portugiesischer Komponist
- Escobar, Pepe (* 1954), brasilianischer investigativer Journalist
- Escobar, Roberto (* 1947), kolumbianischer Geschäftsmann und Autor
- Escobar, Rosangélica (* 1993), kolumbianische Leichtathletin
- Escobar, Samuel (1934–2025), peruanischer evangelikaler Theologe
- Escobar, Sarah (* 2002), ecuadorianische Skirennläuferin
- Escobar, Sergi (* 1974), spanischer Radrennfahrer
- Escobar, Sergio (* 1950), italienischer Theaterdirektor
- Escobar, Sixto (1913–1979), puerto-ricanischer Boxer im Bantamgewicht
- Escobar, Veronica (* 1969), US-amerikanische Politikerin der Demokraten
- Escobar, Walter (1949–2016), peruanischer Fußballspieler
- Escobar-Molina, Álvaro (* 1943), kolumbianischer Schriftsteller, Psychologe
- Escobedo Romero, Eduardo (* 2005), spanischer Handballspieler
- Escobedo, Adonai (* 1987), mexikanischer Fußballschiedsrichter
- Escobedo, Carlos (* 1975), spanischer Rockmusiker
- Escobedo, Ernesto (* 1996), mexikanisch-US-amerikanischer Tennisspieler
- Escobedo, Frida (* 1979), mexikanische Architektin
- Escobedo, Helen (1934–2010), mexikanische Bildhauerin und Installationskünstlerin
- Escobedo, Jorge, spanischer Jurist und Kolonialverwalter
- Escobedo, Luis Alberto (* 1962), argentinischer Fußballspieler
- Escobedo, Mariano (1826–1902), General der mexikanischen Armee und Gouverneur von Nuevo León und San Luis Potosí
- Escober, Donis (* 1981), honduranischer Fußballspieler
- Escoffery, Wayne (* 1975), US-amerikanischer Jazzmusiker
- Escoffier, Antoine (* 1992), französischer Tennisspieler
- Escoffier, Auguste (1846–1935), französischer MeisterkochAuguste Escoffier (1846–1935)

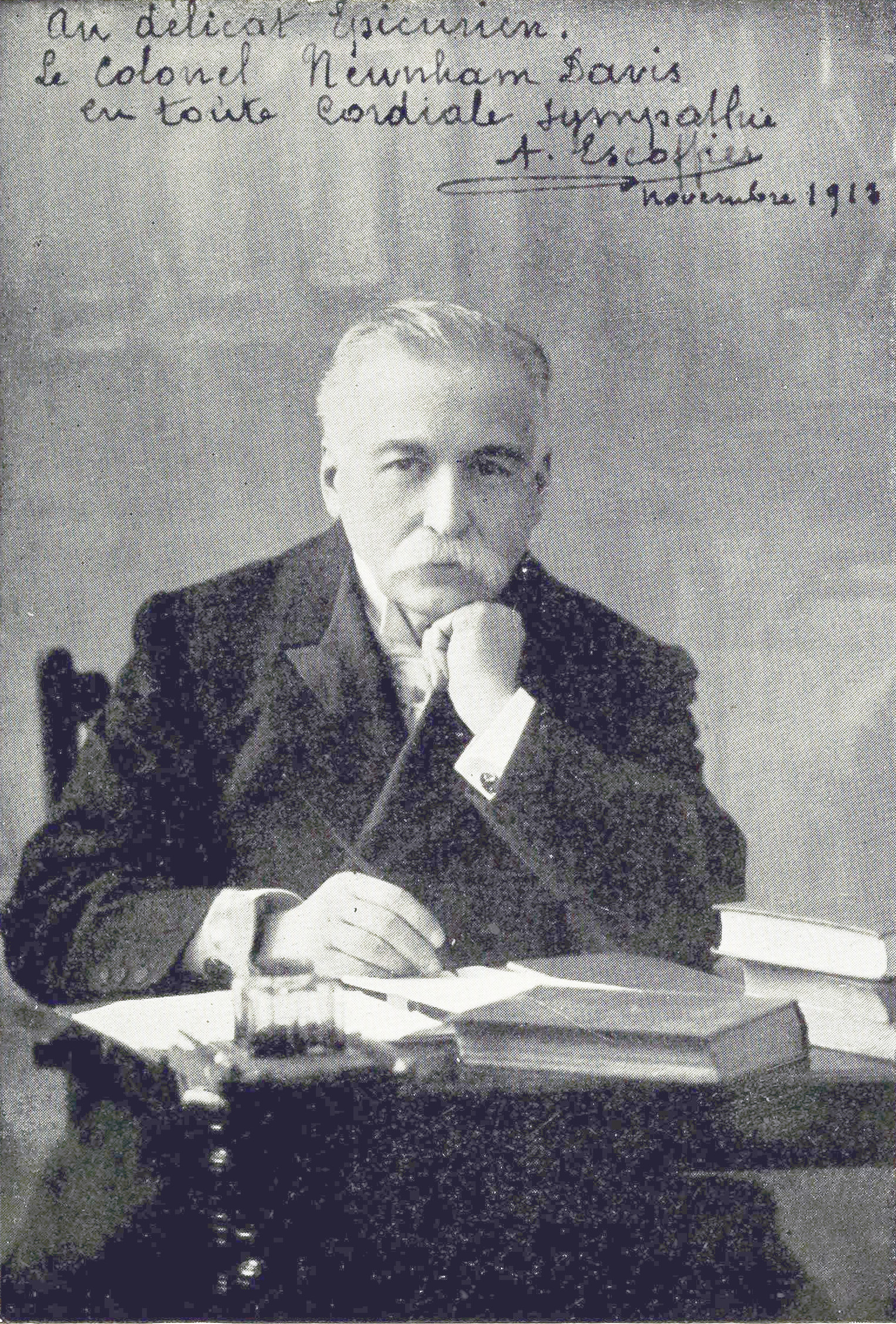
Auguste Escoffier (1846–1935)

- Escoffier, Jean-Yves (1950–2003), französischer Kameramann
- Escoffier, Kevin (* 1980), französischer Hochseesegler und Navigator
- Escoffier, Marcel (1910–2001), monegassisch-französischer Kostümbildner
- Escoffier, Simone (1911–1990), französische Romanistin und Dialektologin
- Escohotado, Antonio (1941–2021), spanischer Philosoph, Jurist, Essayist und Universitätsprofessor
- Escoiquiz, Juan (1762–1820), spanischer Geistlicher, Staatsmann und Schriftsteller
- Escolà, Josep (1914–1998), spanischer Fußballspieler und -trainer
- Escolán y Balibrera, Joaquín (* 1810), konservativer Politiker in der Provinz El Salvador
- Escolar, Irene (* 1988), spanische Schauspielerin
- Escolar, Marcelo, argentinischer Geograph
- Escolar, Pêro, portugiesischer Seefahrer und Entdecker
- Escolar, Victor Lobo (* 1979), spanischer Biathlet
- Escoman, Jacqueline d’, französische Gesellschaftsdame
- Escombe, Lionel Hunter (1876–1914), britischer Tennisspieler
- Escorel, Lauro (* 1950), brasilianischer Kameramann
- Escosura Morrogh, Patricio de la (1807–1878), spanischer Diplomat
- Escot, Pozzi (* 1933), US-amerikanische Komponistin
- Escoto Brockmann, Miguel d’ (1933–2017), nicaraguanischer Politiker, Diplomat und katholischer Priester
- Escoto, Julio (* 1944), honduranischer Schriftsteller
- Escoto, Nazario, Supremo Director von Nicaragua
- Escoton, Melissa (* 1996), philippinische Hürdenläuferin
- Escott, Colin (* 1949), britischer Journalist und Autor
- Escott, Harry (* 1976), englischer Komponist von Filmmusik
- Escott, Lucy (1828–1895), US-amerikanische Opernsängerin (Sopran)
- Escoubleau de Sourdis, François d’ (1574–1628), französischer Erzbischof und Kardinal
- Escoubleau de Sourdis, Henri d’ († 1645), Admiral, Erzbischof von Bordeaux
- Escoubleau du Coudray-Montpensier, Henri d’ († 1688), französischer Adliger und Militär
- Escoubleau, Charles d’ (1588–1666), französischer Adliger und Militär
- Escoubleau, comte de Montluc, Henri d’ († 1712), französischer Adliger
- Escoubleau, François d’ († 1707), französischer Adliger und Militär
- Escoubleau, Paul d’ († 1690), französischer Adliger und Militär
- Escouchy, Mathieu d’ (1420–1482), französischer Geschichtsschreiber
- Escoudé, Christian (1947–2024), französischer Jazzgitarrist
- Escousse, Victor (1813–1832), französischer Dichter und Dramatiker
- Escovedo, Alejandro (* 1951), US-amerikanischer Rocksänger

### Escr
- Escragnolle Taunay Filho, Jorge D’ (* 1947), brasilianischer Diplomat
- Escragnolle Taunay, Jorge D’ (1917–1996), brasilianischer Diplomat
- Escreet, John (* 1984), britischer Jazzpianist, Keyboarder und Komponist
- Escribá, Fran (* 1965), spanischer Fußballtrainer
- Escribano Subías, Carlos Manuel (* 1964), spanischer Geistlicher, römisch-katholischer Bischof von Calahorra y La Calzada-Logroño
- Escribano, Antonio (1902–1972), spanischer Rechtsanwalt und Schauspieler
- Escribano, Marie-Thérèse (1926–2023), österreichische Sängerin und Kabarettistin
- Escribano, Paco (1917–1960), dominikanischer Humorist und Entertainer
- Escribano, Paquita, spanische Sängerin
- Escribens, José (1911–1956), peruanischer Moderner Fünfkämpfer
- Escrivá, Josemaría (1902–1975), spanischer Geistlicher, Gründer des Opus DeiJosemaría Escrivá (1902–1975)

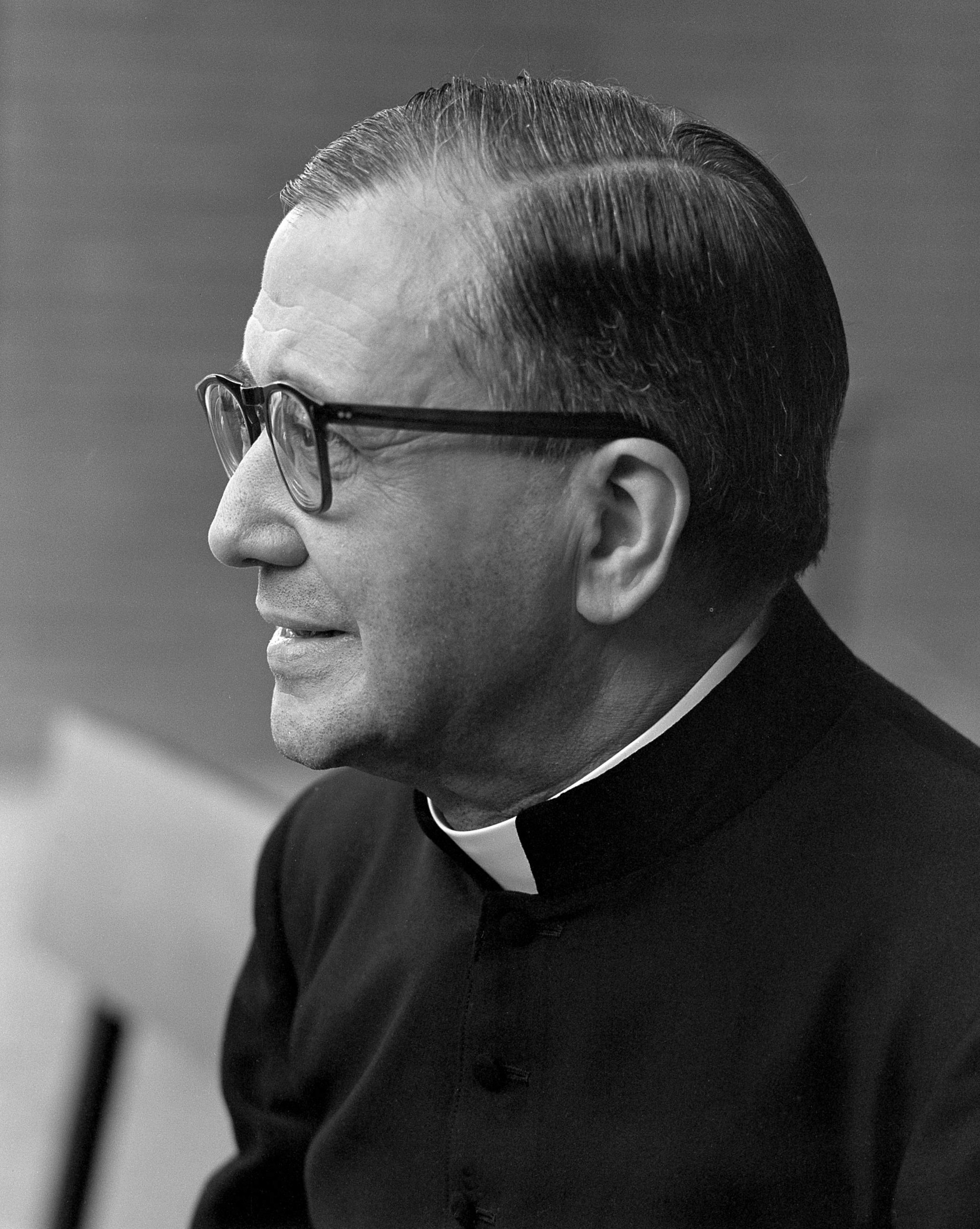
Josemaría Escrivá (1902–1975)

- Escrivain, Pierre († 1553), französischer Theologe und Märtyrer

### Escu
- Escudé, Julien (* 1979), französischer Fußballspieler
- Escudé, Nicolas (* 1976), französischer Tennisspieler
- Escudeiro, António (1933–2018), portugiesischer Kameramann und Filmregisseur
- Escudero Arenas, Frumencio (* 1947), römisch-katholischer Bischof
- Escudero López-Brea, Rafael Alfonso (* 1962), spanischer Priester, Prälat von Moyobamba
- Escudero Montoya, Abraham (1940–2009), kolumbianischer Geistlicher, Bischof von Palmira
- Escudero Serrano, Enrique (1914–1945), spanisch-sowjetischer Militär
- Escudero Torres, Esteban (1946–2025), spanischer römisch-katholischer Geistlicher und Weihbischof in Valencia
- Escudero, Adrián (1927–2011), spanischer Fußballtrainer
- Escudero, Alonso (* 1992), peruanischer Squashspieler
- Escudero, Carlos (* 1989), chilenischer Fußballspieler
- Escudero, Damián (* 1987), argentinischer Fußballspieler
- Escudero, Daniel (1941–2021), chilenischer Fußballspieler
- Escudero, Francis (* 1969), philippinischer Politiker
- Escudero, Martina (* 1996), argentinische Mittelstreckenläuferin
- Escudero, Osvaldo (* 1960), argentinischer Fußballspieler
- Escudero, Sergio (* 1988), japanischer Fußballspieler
- Escudero, Sergio (* 1989), spanischer Fußballspieler
- Escudero, Vicente (1888–1980), spanischer Flamenco-Tänzer und Choreograf
- Escuela, Ricardo (* 1983), argentinischer Radrennfahrer
- Escueta, Philip Joper (* 1993), philippinischer Badmintonspieler
- Escura, Jordi (* 1980), andorranischer Fußballspieler und Physiotherapeut
- Escure, Marcel (* 1963), französischer Diplomat
- Escuredo, José Antonio (* 1970), spanischer Bahnradsportler
- Escuti, Misael (1926–2005), chilenischer Fußballtorhüter